# 真田昌輝
真田昌輝（1543年？—1575年7月9日）是日本戰國時代的武將。武田氏家臣。別名是信輝。父親是真田幸隆。武田二十四將之一。

## 生平
在天文11年（1543年）6月出生（有異說），家中次男。幼名德次郎。最初擔任小姓，是武田信玄的近侍，後來被提拔為有力武將的子弟才擔任的「百足眾」。常常跟隨著信玄，成為「一之先眾七千」，被信玄稱讚為「兵部是我的雙眼」（兵部は我が両眼なり）。
被信玄允許成立別家而獨立，真田本家的長兄信綱率領2百騎，而自身則率領50騎，以武將的身份行動，成為信州先方眾的副將格（『甲陽軍鑑』）。所領被認為是真田鄉周邊，不過詳細不明。經常與哥哥信綱一同出陣，亦會單獨出陣，立下戰功。
永祿11年（1568年），在與信綱進攻駿河國時擔任先鋒。永祿12年（1569年），在三增峠之戰中，與信綱和內藤昌豐一同成為殿軍，並立下戰功。

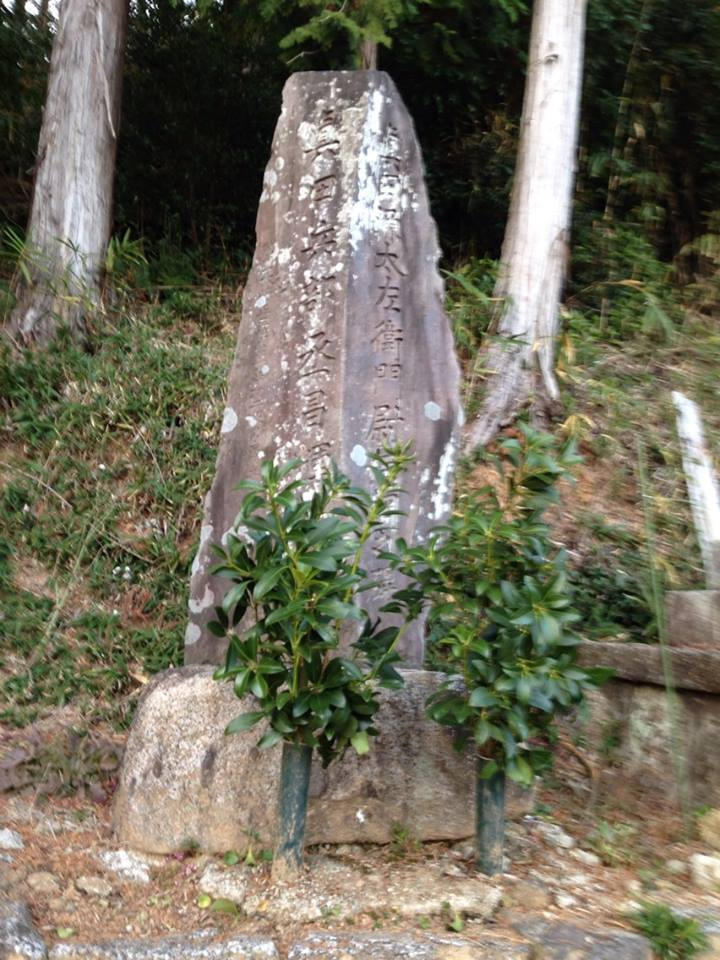
位於設樂原決戰場三子山的真田信綱・昌輝兄弟之墓（現今愛知縣新城市）

天正3年（1575年）5月21日，在長篠之戰的設樂原決戰場中，最右翼的主將是馬場美濃守，而其左面則是信綱，自身則在信綱的左面布陣，成為右翼部隊的一端。在突撃織田軍的左翼佐久間信盛的陣地後，展開一處名為「丸山」的小高山的爭奪戰。雖然奪戰並取得首級，但是身受重傷，與一同奮戰的兄長信綱雙雙戰死。享年33歲。法名是嶺梅院殿風山良薫大禪定門。墓所在設樂原，而墓碑的右方是兄長信綱的名，左方則刻有名字「真田兵部丞昌輝之碑』。

## 子孫
兒子信正在後來仕於德川家，跟隨松平忠輝、忠昌前往越前國，子孫仕於越前松平家，成為越前真田家並存續至今。

## 外部連結
- 武家家伝＿真田氏 （页面存档备份，存于）